# Sous-district de Tiyuguanlu
Le sous-district de Tiyuguanlu (chinois : 体育馆路街道 ; pinyin : Tǐyùguǎnlù jiēdào) est une subdivision du district de Dongcheng, dans le centre de Pékin, en Chine.

## Communautés résidentielles
Le sous-district de Tiyuguanlu est divisé en neuf communautés résidentielles (chinois : 社区 ; pinyin : shèqū).
| Nom           | Chinois      | Pinyin              | Population | Superficie (km²) |
| ------------- | ------------ | ------------------- | ---------- | ---------------- |
| Changqingyuan | 长青园社区   | Chángqīngyuán shèqū |            |                  |
| Congdian      | 葱店社区     | Cōngdiàn shèqū      |            |                  |
| Dongting      | 东厅社区     | Dōngtīng shèqū      |            |                  |
| Fahuananli    | 法华南里社区 | Fǎhuánánlǐ shèqū    |            |                  |
| Nangangzi     | 南岗子社区   | Nángǎngzi shèqū     |            |                  |
| Sikuaiyu      | 四块玉社区   | Sìkuàiyù shèqū      |            |                  |
| Tiyuzongju    | 体育总局社区 | Tǐyùzǒngjú shèqū    |            |                  |
| Xili          | 西利社区     | Xīlì shèqū          |            |                  |
| Xitang        | 西唐社区     | Xītáng shèqū        |            |                  |
|               |              | Total               | 40 303     | 1,84             |